# Benjamin Bellot
 Benjamin Bellot (født 30. juli 1990) er en tysk fodboldspiller der pt. er på BSG Chemie Leipzig. Han spillede senest som målmand for Brøndby IF i den danske Superliga .

## Klub karriere

### Ungdom
Som ungdom spillede han for VfB Leipzig og FC Sachsen Leipzig, før han flyttede til RB Leipzig.

### RB Leipzig
Han har været hos RB Leipzig siden klubben blev grundlagt i 2009.  Efter at RB Leipzig rykkede op i Bundesligaen og hentede målmanden Marius Müller, blev Bellot medlem af reserveholdet i 2016-17 sæsonen. 

### Brøndby IF
I juni 2017 underskrev Benjamin Bellot en toårig kontrakt med den danske Superligaklub Brøndby IF. 

### BSG Chemie Leipzig
Bellot kom til BSG Chemie Leipzig på en fri transfer i sommeren 2019.

## Titler

### Klub
Brøndby
Vinder
- Dansk Cup : 2017-18 [5]